# Adela Ginés y Ortiz
Adela Ginés y Ortiz (Madrid, 1847-1923) fue una pintora y escultora española. Fue reconocida en ocho ocasiones con menciones honoríficas y medallas en las Exposiciones Nacionales de Bellas Artes entre 1887 y 1912. También recibió una mención en la Exposición Universal de París en 1899.  
Se formó como institutriz, pero nunca ejerció esta profesión[cita requerida], y estudió en la Real Academia de Bellas Artes de San Fernando de Madrid. Fue profesora de dibujo en la Asociación para la Enseñanza de la Mujer. En 1874 publicó el libro Apuntes para un álbum del bello sexo, Tipos y caracteres de la mujer con el que aportó la óptica femenina en un campo casi exclusivamente habitado por los hombres a finales del siglo XIX. 

## Biografía
Institutriz y pintora, era natural de Madrid y fue discípula de la Escuela especial de Pintura, Escultura y Grabado. Estudió en la Escuela de Institutrices, fundada por Fernando de Castro, quien también fundó la Asociación para la Enseñanza de la Mujer, donde ella impartió clases de dibujo. Fue discípula de Carlos de Haes  y Sebastián Gessa. En 1881 donó un retrato al óleo del fundador a la Institución.

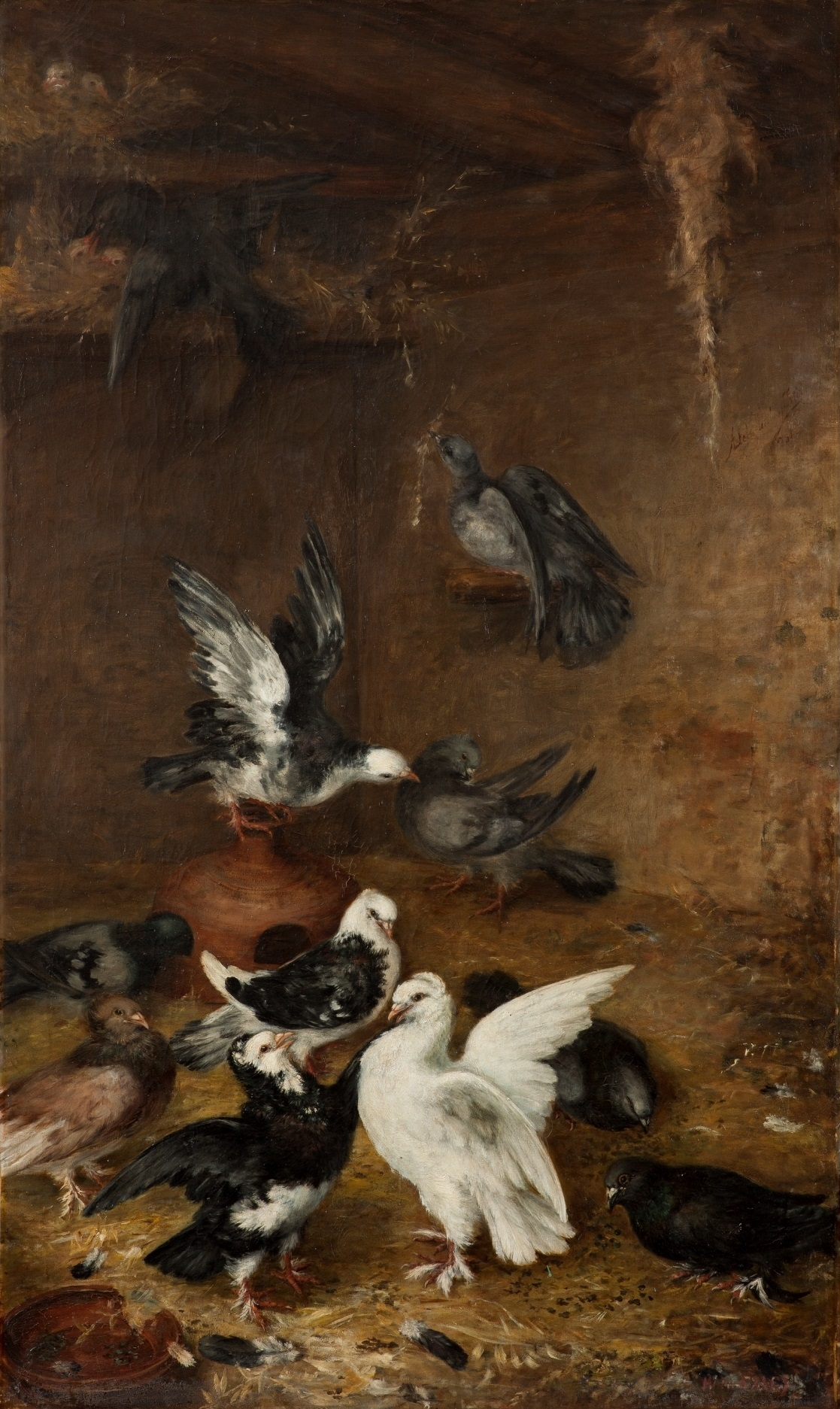
Casa de vecindad

Es la única mujer que aparece en el Anuario del Comercio de 1883 registrada como pintora en Madrid, indicativo de su dedicación profesional en esta área.
A partir de 1887 impartió también clases de armonio en la Escuela para Institutrices.

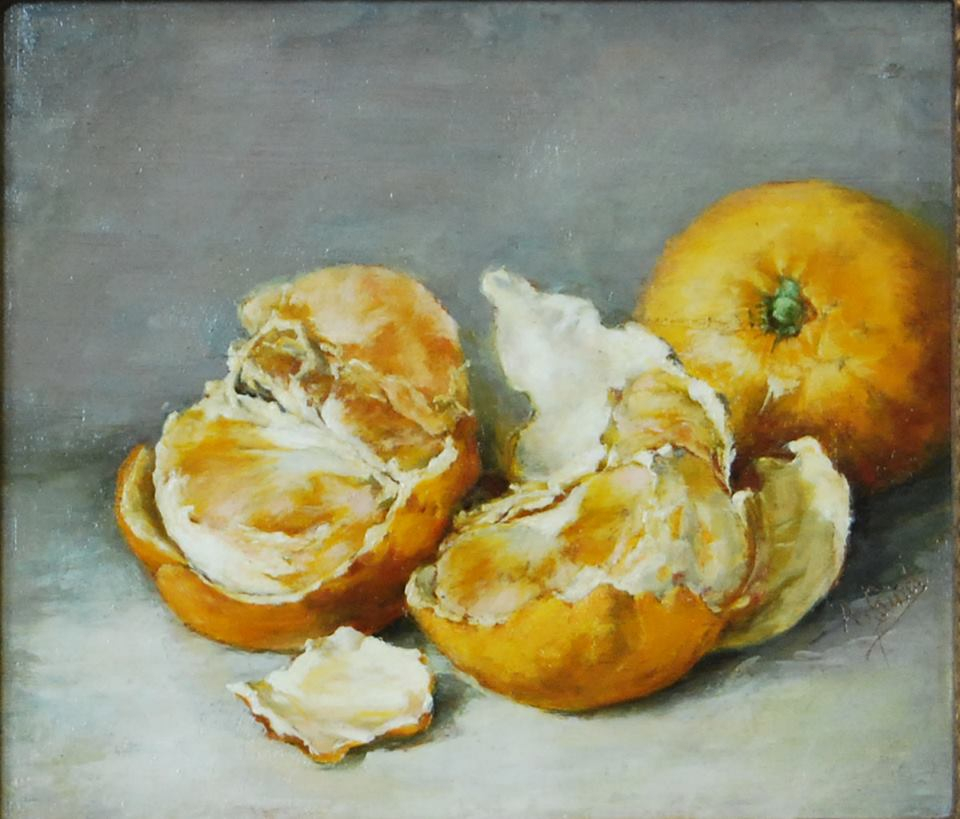
Naranjas

Publicó en 1874 un libro titulado Apuntes para un álbum del bello sexo, Tipos y caracteres de la mujer, con eco en la prensa. Con él, como dice en su prólogo, quiso elaborar una "galería de retratos morales con los caracteres más comunes." El libro es una recopilación de veinte artículos publicados originariamente en La Iberia de Madrid entre febrero y marzo de ese mismo año. Los tipos femeninos descritos por Ginés y Ortiz tienen una larga tradición literaria, como por ejemplo, «las niñas de moda», «la piadosa», «la coqueta» y «la instruida», a los que examina desde una óptica femenina.
En 1894 fue nombrada profesora de Dibujo y Pintura industrial de la Escuela Normal Central de Maestras.
Participó activamente en las Exposiciones Nacionales de Bellas Artes, consiguiendo menciones honoríficas y medallas tanto en pintura como escultura. En 1897 obtuvo tercera medalla en la especialidad de pintura, con el óleo El presidio (naturaleza muerta con gallo, gallinas y uvas), y en 1901 con el cuadro Casa de vecindad, galardón que repitió en 1912. En 1899 obtuvo una mención honorífica en la Exposición Universal de París. Presentó en la Exposición Nacional del año 1881 Paisaje (río Guadalix) y Una aldeana de la provincia de Madrid. En las Exposiciones particulares abiertas por Hernández presentó Estudio de paisaje, Otro de la Casa de Campo, Dos paletas, La cita, Paisaje (al carbón) y Flores.
En 1898 expuso junto a Fernanda Francés Arribas y C. Figueroa en la sección española de la XXIII exposición de la Real Academia de San Carlos de México.
Habría fallecido en 1923.
En 1982 se realizó una exposición en San Agustín de Guadalix bajo el título Doña Adela Ginés y don Sebastián Gessa, que relacionaba la obra de ambos pintores. En 2020 su obra Canto de victoria fue incluida en la exhibición Invitadas. Fragmentos sobre mujeres, ideología y artes plásticas en España (1833-1931) en el Museo del Prado.